# Гундікай (коса)
Гундіка́й (рос. Гугдикай) — невеликий острів у Хатангській затоці моря Лаптєвих. Територіально відноситься до Красноярського краю, Росія.
Розташований біля північного краю півострову Гундікай. Острів має видовжену дугову форму, витягнутий із північного сходу на південний захід та південь. Являє собою вузьку піщану косу, оточений мілинами.
| Росія | Це незавершена стаття з географії Росії. Ви можете допомогти проєкту, виправивши або дописавши її. |